# Geografische extremen
Dit artikel geeft een overzicht van een aantal geografische extremen.

## Grootsteeilanden
(oppervlakte in vierkante kilometer)

### Algemeen
1. Groenland, Denemarken, 2.175.600
2. Nieuw-Guinea, 800.311
3. Borneo, Indonesië/Maleisië/Brunei, 744.108
4. Madagaskar, 587.041
5. Baffineiland, Canada, 507.451
6. Sumatra, Indonesië, 473.605
7. Honshu, Japan, 230.966
8. Groot-Brittannië, 229.979
9. Victoria, Canada, 217.291
10. Ellesmere, Canada, 196.235

### Perwerelddeel
1. Noord-Amerika: Groenland, 2.175.597
2. Oceanië: Nieuw-Guinea, 771.900
3. Azië: Borneo, 744.108
4. Afrika: Madagaskar, 587.931
5. Europa: Groot-Brittannië, 229.849
6. Zuid-Amerika: Vuurland (Argentinië/Chili), 47.000
7. Antarctica: Alexandereiland, 43.200

### Andere extremen
- Grootste eiland in een meer: Manitoulin, Huronmeer, Verenigde Staten/Canada, 2772 km²

## Grootste meren
(oppervlakte in vierkante kilometer)

### Algemeen
1. Kaspische Zee (zout), Azië/Europa, 371.795 (1)
2. Bovenmeer, Verenigde Staten/Canada, 82.103
3. Victoriameer, Oost-Afrika, 69.484
4. Huronmeer, Verenigde Staten/Canada, 59.570
5. Michiganmeer, Verenigde Staten/Canada, 57.757
6. Tanganyikameer, Oost-Afrika, 32.893
7. Baikalmeer, Siberië, 31.500
8. Malawimeer, Malawi/Mozambique/Kenia, 29.604
9. Great Bear Lake, Canada, 28.570

### Per werelddeel
1. Azië: Kaspische Zee (zout), 371.795[1]
2. Noord-Amerika: Bovenmeer, 82.103
3. Afrika: Victoriameer, 69.484
4. Europa: Ladogameer (Rusland), 17.703
5. Antarctica: Vostokmeer (Australisch Antarctisch Territorium), 15.690
6. Australië & Oceanië: Eyremeer (Australië, zout), 10.000
7. Zuid-Amerika: Titicacameer (Peru/Bolivia), 8300

### Andere extremen
- Diepste meer: Baikalmeer, 1620 m (meeroppervlak 455m boven de zeespiegel)

## Hoogste bergen
(hoogte in meters)

### Algemeen
1. Everest, Tibet/Nepal, 8850
2. K2 (Godwin-Austen), China/Pakistan, 8611
3. Kanchenjunga, India/Nepal, 8586
4. Lhotse, Nepal, 8516
5. Makalu, Nepal, 8463
6. Cho Oyu, Nepal, 8201
7. Dhaulagiri, Nepal, 8167
8. Manaslu, Nepal, 8163
9. Nanga Parbat, Pakistan, 8125
10. Annapurna I, Nepal, 8091

### Per werelddeel
1. Azië: Everest, China-Nepal, 8850
2. Zuid-Amerika: Aconcagua, Argentinië, 6962
3. Noord-Amerika: Denali, Alaska, VS, 6194
4. Afrika: Kilimanjaro, Tanzania, 5895
5. Europa: Elbroes, Rusland, 5633[2]
6. Antarctica: Mount Vinson, Ellsworthgebergte, 4892
7. Australië & Oceanië: Puncak Jaya, Indonesië (Nieuw-Guinea), 4884

### Andere extremen
- Hoogste berg van voet tot top: Mauna Kea, Hawaï, VS,10.072 meter (waarvan 4206m boven het zee-oppervlak)
- Hoogste berg gerekend vanaf kern van de aarde: Chimborazo (6318 meter), Ecuador, 6384 km (2 km meer dan de Everest)
- Hoogste actieve vulkaan: Cotopaxi, Ecuador, 5897
- Grootste berg: Kilimanjaro, Tanzania, 80x60 km
- Grootste gebergte (land): Himalaya, 2500 km lang, 150-280 km breed
- Grootste gebergte (onder water): Midden-Atlantische Rug, 15000 km lang, 1600 km breed
- Langste gebergte (land): Andes, ruim 14000 km
- Hoogste berg in het zonnestelsel: Olympus Mons op Mars, ongeveer 27 km hoog.

## Langsterivieren
(lengtes in kilometers)

### Algemeen
1. Nijl, Afrika, 6695
2. Amazone, Zuid-Amerika, 6530
3. Mississippi - Missouri, Noord-Amerika , 6270
4. Jangtsekiang, Azië, 6211
5. Jenisej-Angara-Selenga, Azië, 5550
6. Gele Rivier, Azië, 5464
7. Ob-Irtysj, Azië, 5410
8. Kongo, Afrika, 4667
9. Lena-Kirenga, Azië, 4400
10. Mekong, Azië, 4350
11. Murray-Darling, Australië, 3750
12. Wolga, Europa, 3688

### Per werelddeel
1. Afrika: Nijl, 6695
2. Zuid-Amerika: Amazone, 6530
3. Noord-Amerika Mississippi - Missouri, 6270
4. Azië: Jangtsekiang, 6211
5. Australië & Oceanië: Murray-Darling, 3750
6. Europa: Wolga, 3688
7. Antarctica: Onyx, 32

### Andere extremen
- meest waterrijke rivier: Amazone, gemiddeld 180.000 m³/s aan de monding en een stroomgebied van 7.500.000 km², wat ongeveer het dubbele van De Nijl (langste rivier) is.
- langste kanaal: Grote kanaal van China (China), 1794 kilometer
- hoogste waterval: Ángelwaterval (Venezuela), 978 meter
- grootste rivierdelta: Ganges-Brahmaputra, 80.000 km²

## Grootste diepten
(diepte in meters)

### Algemeen
1. Marianentrog, Grote Oceaan, 11.034
2. Tongatrog, Grote Oceaan, 10.882
3. Japantrog, Grote Oceaan, 10.554
4. Koerilentrog, Grote Oceaan, 10.542
5. Filipijnentrog, Grote Oceaan, 10.540
6. Mindanaotrog, Grote Oceaan, 10.497
7. Kermadectrog, Grote Oceaan, 10.047
8. Trog van Puerto Rico, Atlantische Oceaan, 9219
9. Peru-Chilitrog, Grote Oceaan, 8050
10. Aleoetentrog, Grote Oceaan, 7822
11. Javatrog, Indische Oceaan, 7725
12. Kaaimantrog, Atlantische Oceaan, 7680

### Peroceaan
1. Grote Oceaan: Marianentrog 11.034
2. Atlantische Oceaan: Trog van Puerto Rico, 8648
3. Indische Oceaan: Diamantinatrog, 8047
4. Noordelijke IJszee: Euraziatisch Bekken, 5122

## Klimaatextremen
- heetste plaats: Death Valley, Californië (VS), 56,7°C (10 juli 1913)
- heetste plaats (gemiddelde jaartemperatuur): Dallol (Ethiopië), 34,4°C
- koudste plaats: Plateau-Station (Antarctica): -89°C
- koudste plaats met permanent verblijf: Vostokstation (Antarctica), -89,2°C (21 juli 1983), gemiddelde jaartemperatuur -55,6°C
- koudste dorp of stad: Ojmjakon (Siberië), -71°C, gemiddelde jaartemperatuur -16,5°C
- regenrijkste plaats: Mount Waiʻaleʻale (Hawaï, VS), 12.547 mm per jaar
- regenarmste plaats: Calama, Atacama (Chili), in 1974 voor het eerst in 400 jaar neerslag

## Grootstewoestijnen
(oppervlaktes in 1000 km²)

### Algemeen
1. Sahara, Afrika, 8600[3]
2. Gobi, Mongolië/China, 1300
3. Patagonische woestijn, Argentinië, 673
4. Grote Bekken, VS, 600
5. Kalahari, Botswana/Namibië/Zuid-Afrika, 583
6. Grote Zandwoestijn, Australië, 389
7. Chihuahua, Mexico/VS, 363
8. Gibsonwoestijn, Australië, 311
9. Kysylkum, Oezbekistan, 300
10. Karakum, Turkmenistan, 280

## Diversen
- laagste punt op het land: oevers van de Dode Zee, ca. 417,5 (2005) meter onder zeeniveau en nog immer dalend.
- diepste grot: Kroeberagrot, in Abchazië, Georgië is met ruim 2200 meter de diepste grot ter wereld